# サムケ
『サムケ』（SAMUKE）は、竹書房が発行する日本の不定期刊怪談漫画雑誌。2010年5月12日創刊。『近代麻雀』増刊扱い。
現在までにVol.1のみ発行されている。

## 概要
読みきり作品を中心に掲載しており、掲載陣にこれまでホラー漫画の執筆経験が無い漫画家を起用している点が最大の特徴である。Vol.1には「新耳袋」（原作：木原浩勝/中山市朗）と「怪談社」（原作：伊計翼）の漫画化作品や、北野誠と西浦和也によるコラムも掲載。
なお現時点でVol.2以降についての情報はリリースされていない。

## 掲載陣
- 雨がっぱ少女群
- うえやま洋介犬
- 岡田鯛
- 押切蓮介
- 小田扉
- 御茶漬海苔
- 木山道明
- 高橋葉介
- 田邊剛
- 寺田克也
- 藤堂裕
- 鳥維そうし
- 中山昌亮（「不安の種」）
- 能條純一
- 萩原玲二
- 葉月京
- 外薗昌也
- 光原伸×浅美裕子
- 本そういち

### イラスト
- 玉越博幸
- 山咲トオル
- 光原伸